# 中央州 (トーゴ)

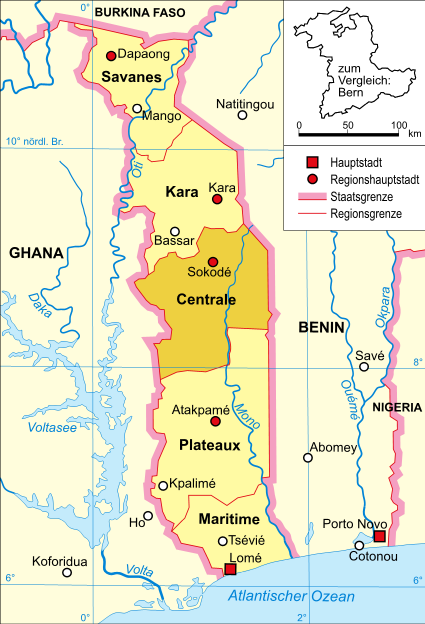

中央州（ちゅうおうしゅう、フランス語: Région centrale）はトーゴの行政区画。人口は約80万人（2022年国勢調査）で、州では最も少ない。

## 概要
中央州は、トーゴの5つある州のひとつ。州都はソコデ(Sokodé)。ソコデの他、主な都市に、チャンバ、ソトゥブアがある。中央州は北にカラ州、南に高原州との州境を持つ。北西にはガーナのノーザン州、南西にはガーナのヴォルタ州、北東にはベナンのドンガ県、南東にはベナンのコリネス県と国境を接している。

## 関連項目

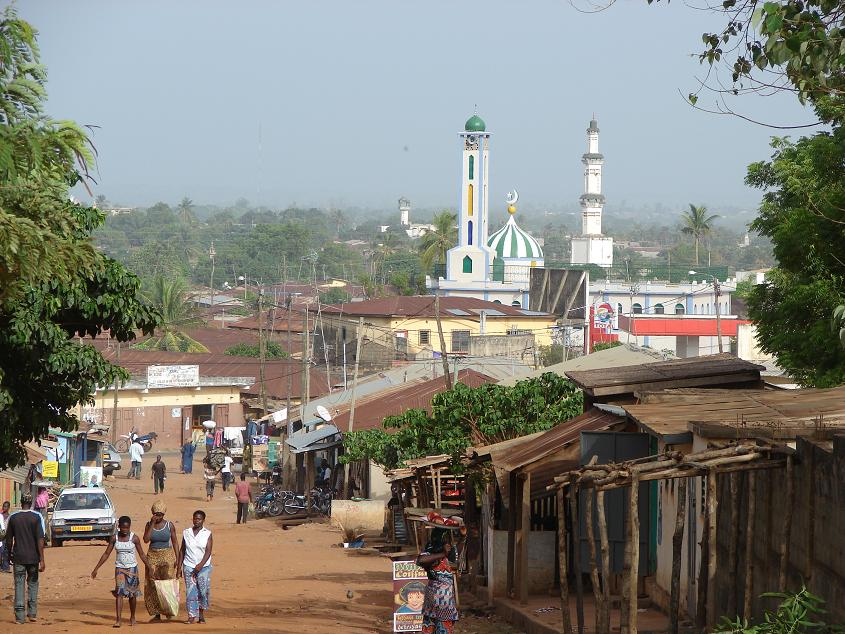
ソコデの中心街

## 中央州の下部行政区画

### 県(Préfecture)

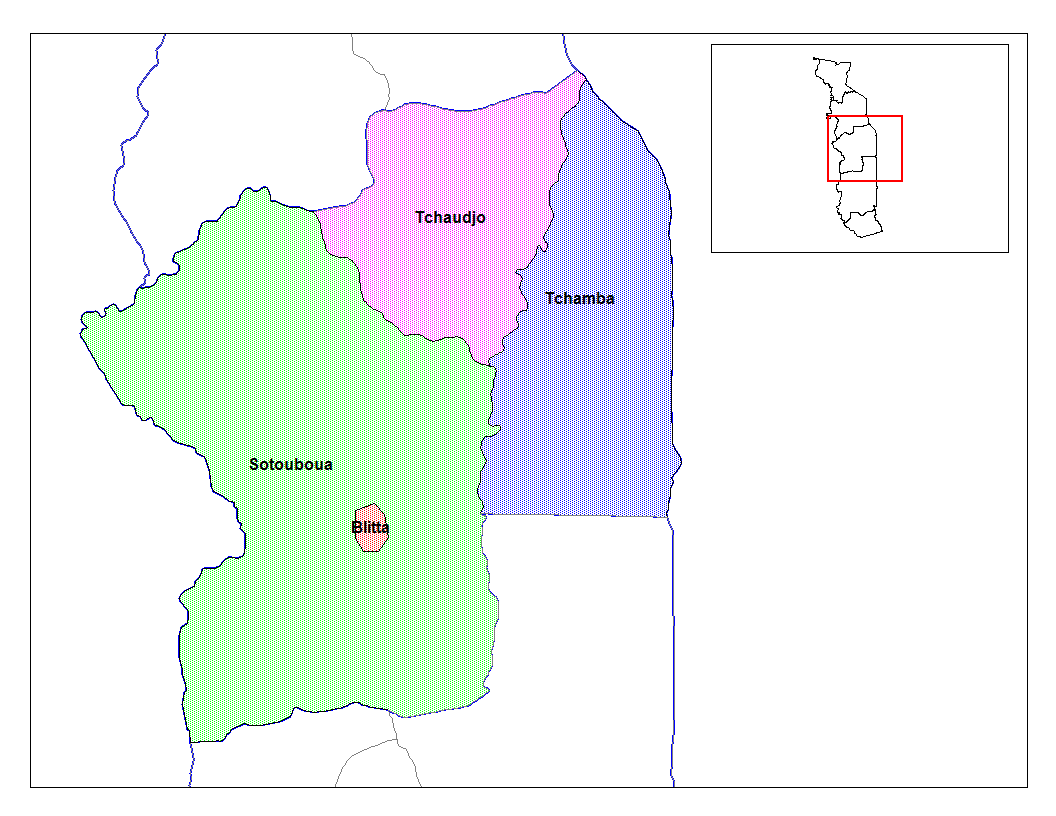
中央州の県

- Blitta
- Sotouboua
- Tchamba
- Tchaudjo